# Hungerturm (Tauberbischofsheim)

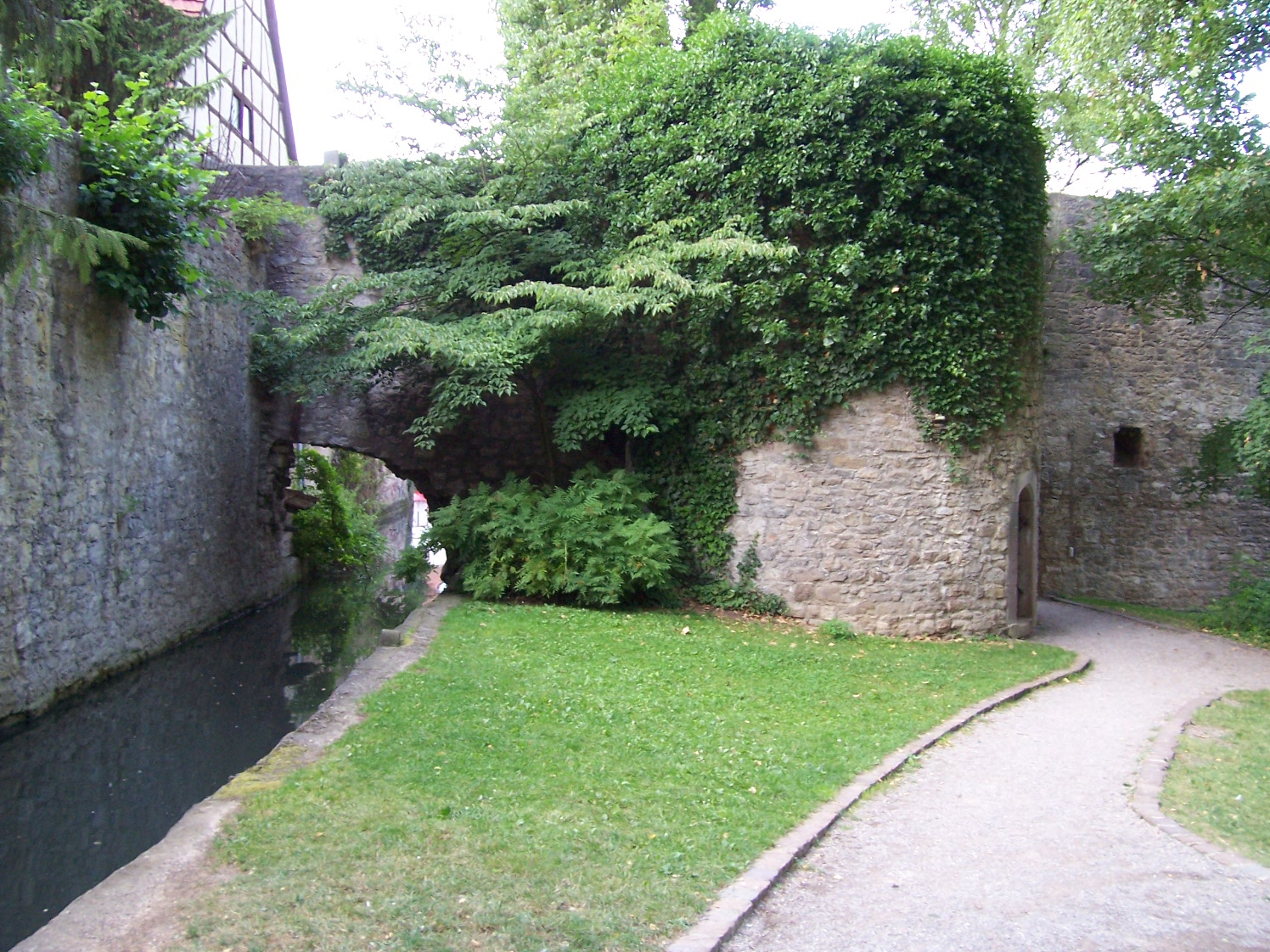
Überreste der mittelalterlichen Stadtmauer mit dem Hungerturm (2005), Am Mühlkanal in Tauberbischofsheim

Der Hungerturm, auch Hexenturm, ist ein ehemaliger Gefängnisturm und Teil der mittelalterlichen Stadtbefestigung in Tauberbischofsheim im Main-Tauber-Kreis in Baden-Württemberg. Der zu Beginn des Spätmittelalters errichtete Bau steht unter Denkmalschutz.

## Lage
Der Hungerturm liegt heute Am Mühlkanal, der aus dem Brehmbach durch einen Graben abgezweigt wird. In der Nähe des Hungerturms befindet sich das Kurmainzische Schloss mit dem Türmersturm, einem weiteren Turm der ehemaligen Stadtbefestigung.

## Geschichte
Der Hungerturm wurde wohl zu Beginn des Spätmittelalters im Rahmen des Baus der Stadtbefestigung und der Stadtmauer errichtet, nachdem Bischofsheim (heute: Tauberbischofsheim) zuvor am Ende des Hochmittelalters die Stadtrechte verliehen wurden. Der Name „Hungerturm“ lässt auf eine damalige Verwendung als Gefängnis schließen.
Obwohl die mittelalterliche Stadtbefestigung mit einer etwa zehn Meter Hohen Stadtmauer und bis zu 20 Türmen mit Beginn der Neuzeit zunehmend entfernt wurde, blieb der Hungerturm mit einem kleinen Teil der Stadtmauer erhalten.

## Architektur
Der in runder Form erbaute Turm ist in die ehemalige, mittelalterliche Stadtmauer Tauberbischofsheims integriert. Der Hungerturm ist nach § 28 (Gebäude) des baden-württembergischen Denkmalschutzgesetzes geschützt.

Ansichten des Hungerturms in Tauberbischofsheim (2017)
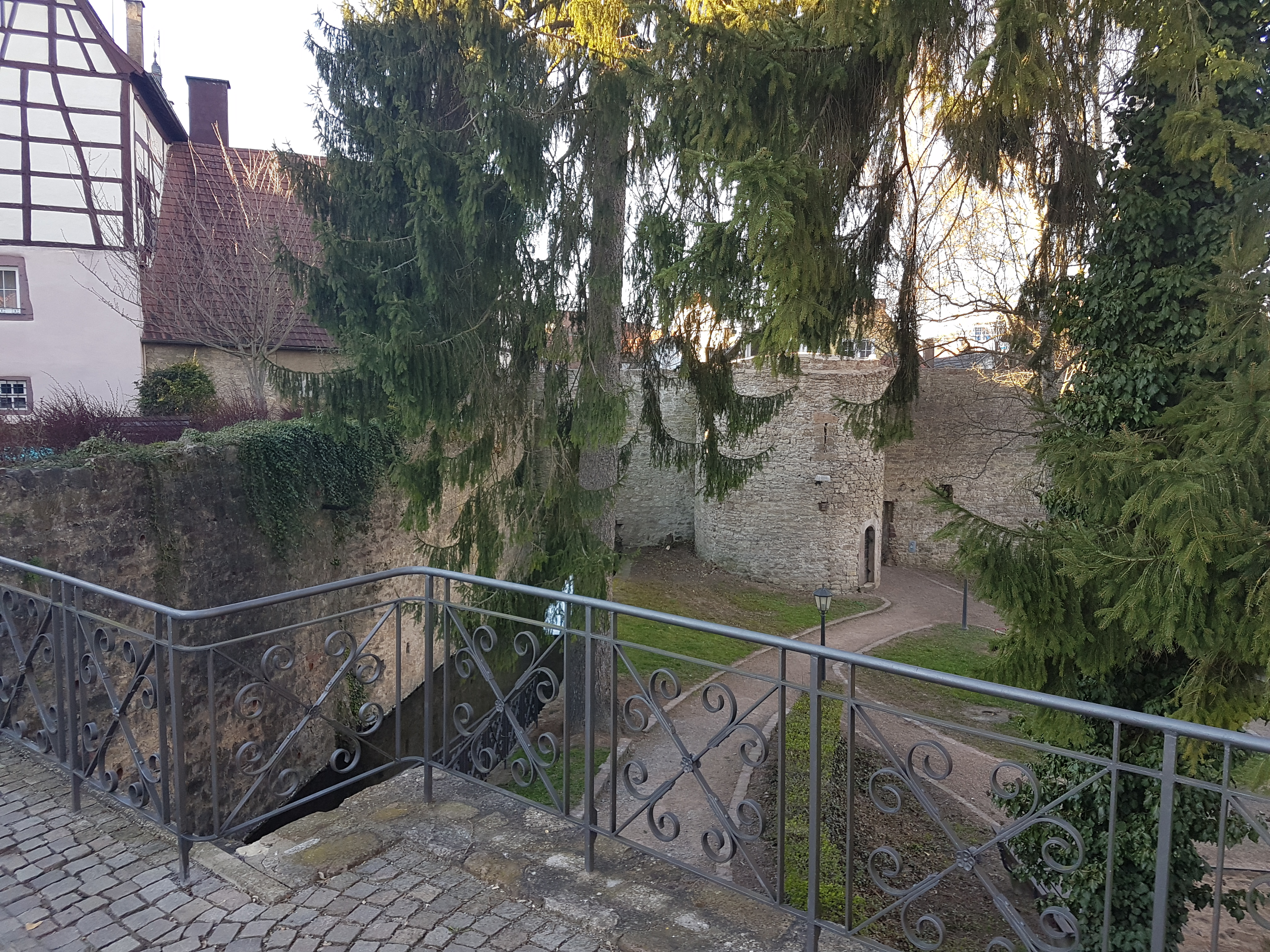
Blick auf den Hungerturm vom Schloßweg
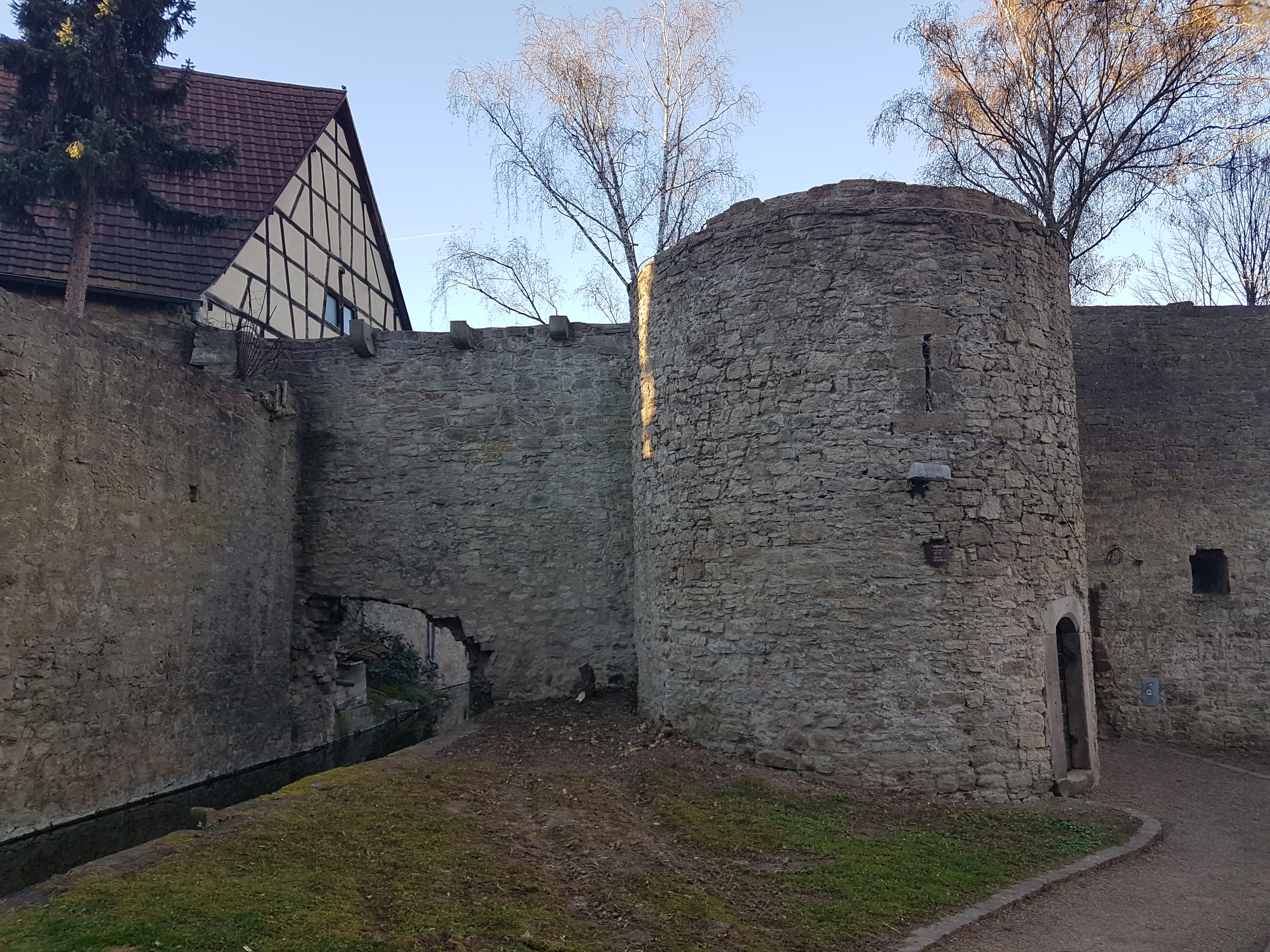
Der Hungerturm am Mühlkanal
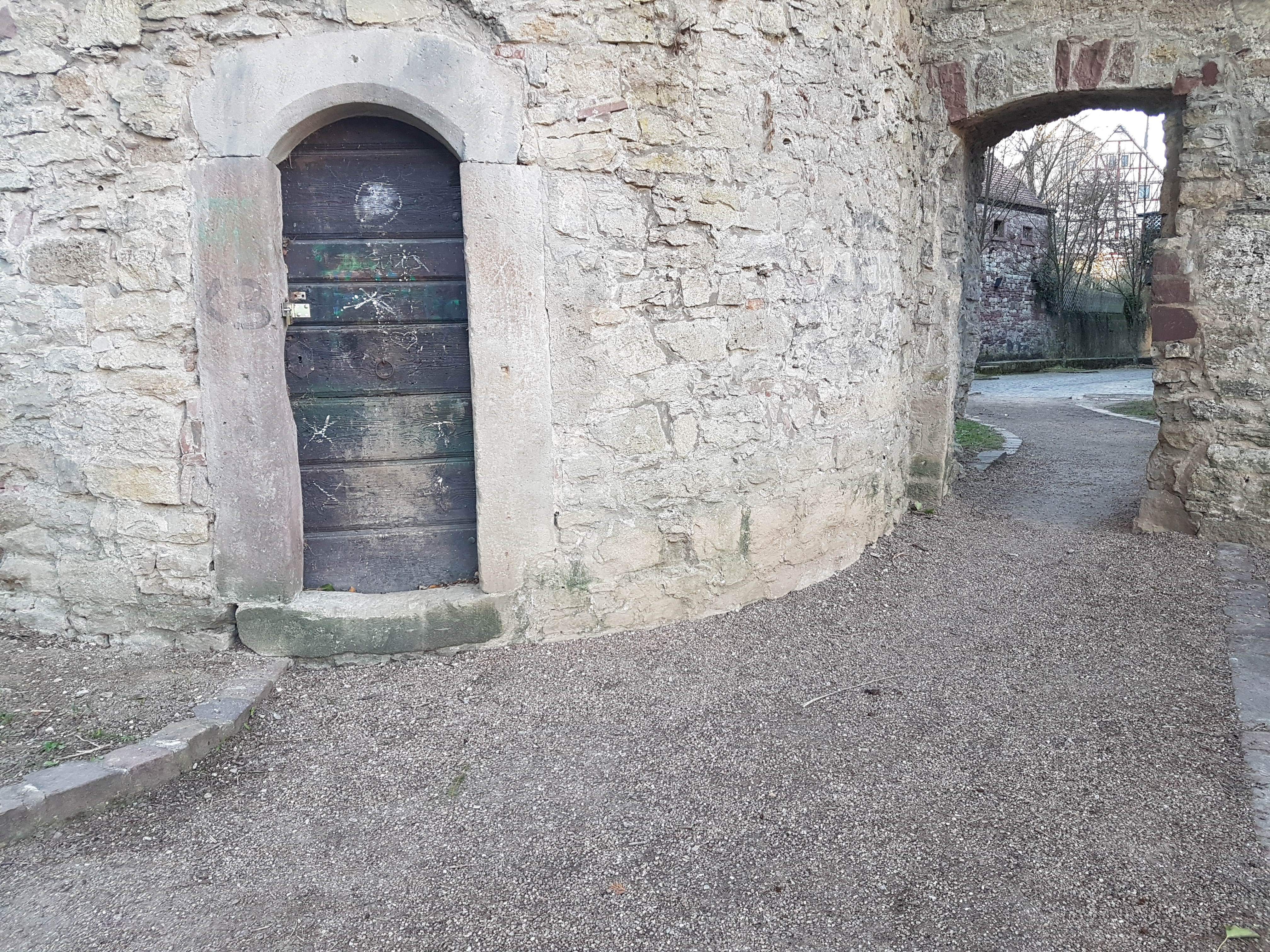
Eingangstür und Stadtmauerdurchgang
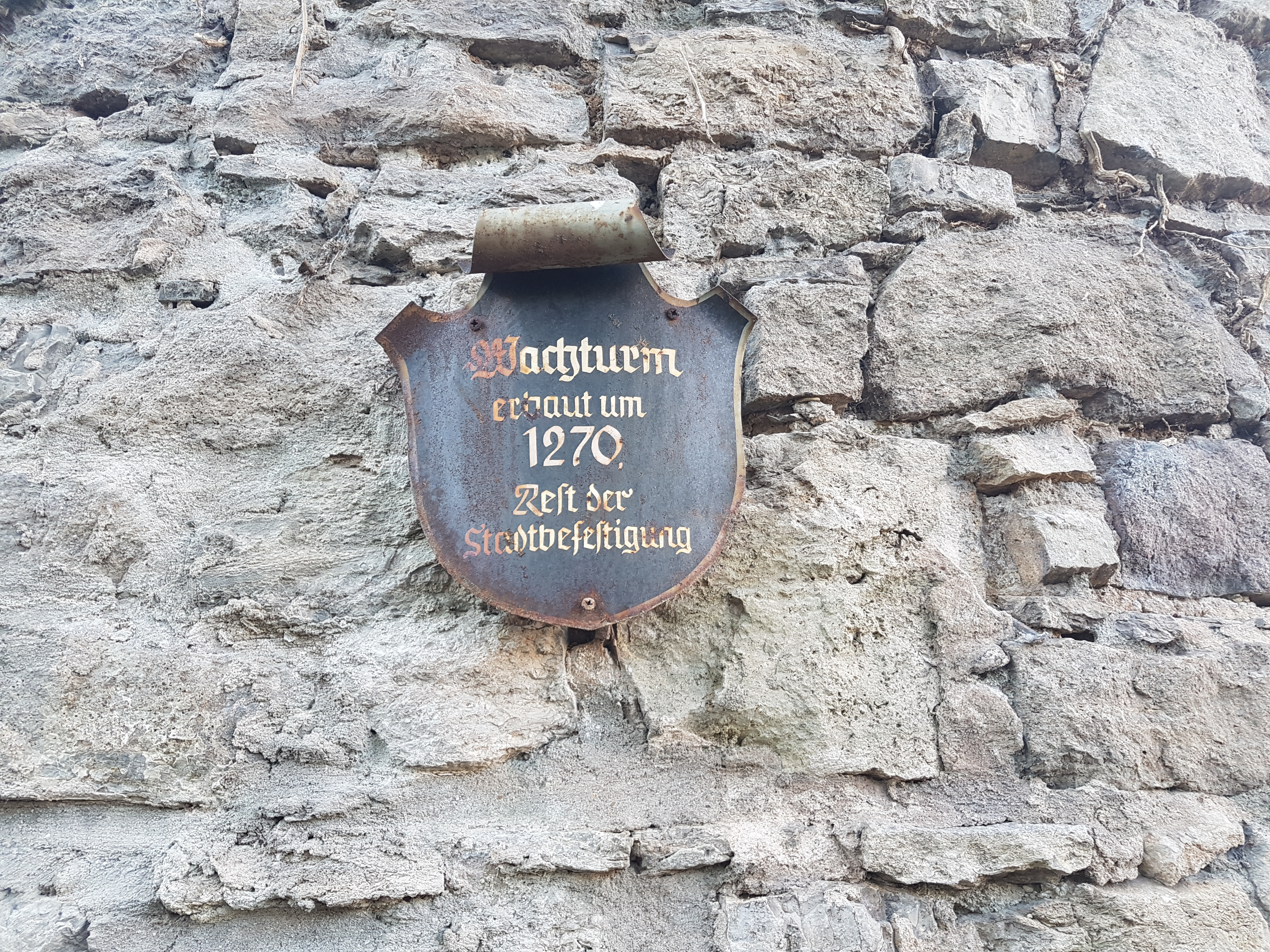
Informationstafel links neben der Eingangstür des Hungerturms
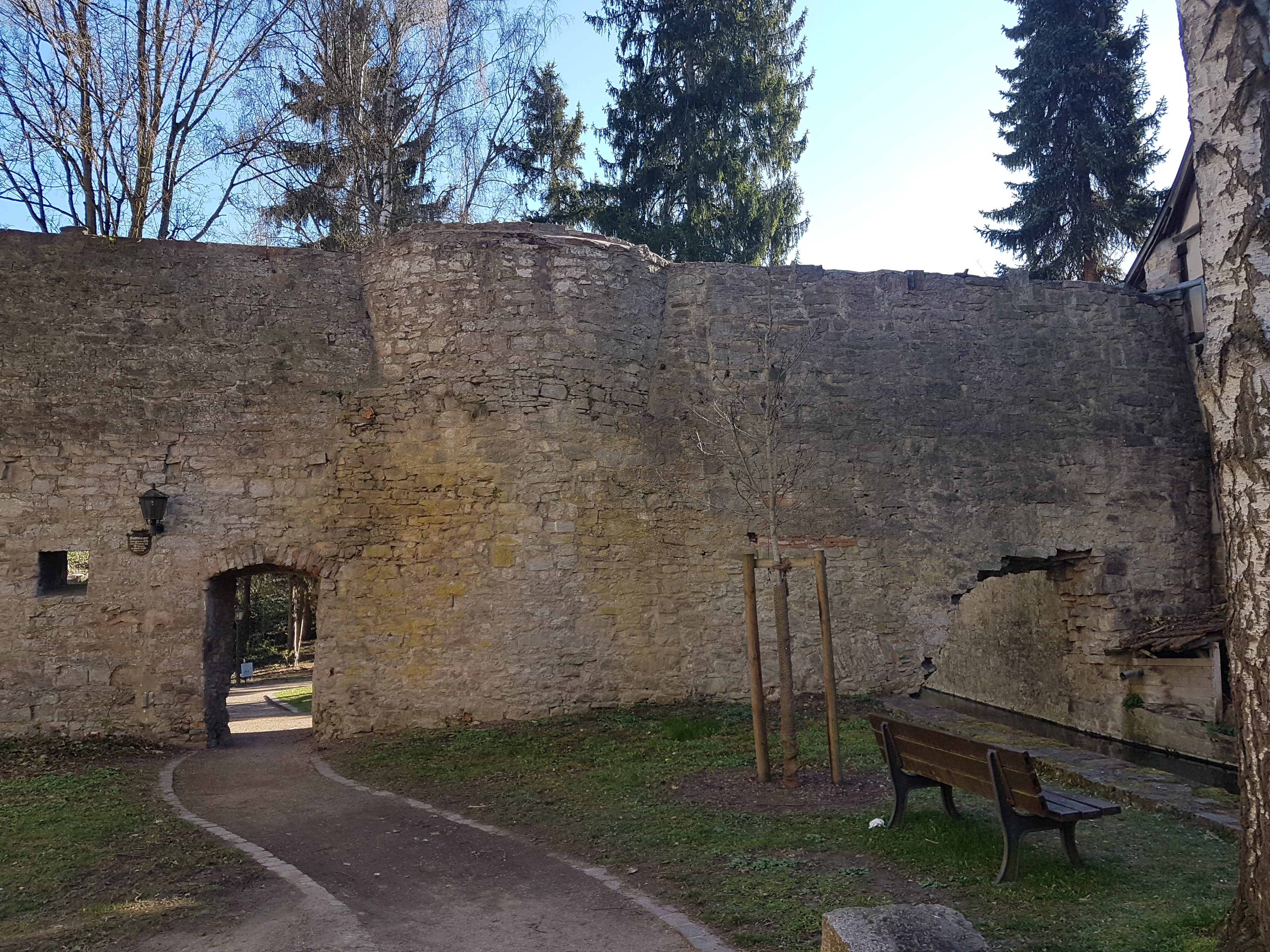
Rückseite des Hungerturms mit Stadtmauerresten